# Wi-Fi
| Generation                                                                                                 | IEEE standard | Vedtaget | Forbindelses- hastigheder (Mbit/s) | Frekvens- bånd (GHz) |
| --- | ------------- | -------- | ---------------------------------- | -------------------- |
| Wi-Fi 8 | 802.11bn      | (2028?)  | op til 100.000                     | 2.4, 5, 6            |
| Wi-Fi 7 | 802.11be      | (2024)   | 1376–46120                         | 2.4, 5, 6            |
| Wi-Fi 6E                                                                                                   | 802.11ax      | 2020     | 574–9608                           | 6                    |
| Wi-Fi 6 | 802.11ax      | 2019     | 574–9608                           | 2.4, 5               |
| Wi-Fi 5 | 802.11ac      | 2014     | 433–6933                           | 5                    |
| Wi-Fi 4 | 802.11n       | 2008     | 72–600                             | 2.4, 5               |
| (Wi-Fi 3)*                                                                                                 | 802.11g       | 2003     | 6–54                               | 2.4                  |
| (Wi-Fi 2)*                                                                                                 | 802.11a       | 1999     | 6–54                               | 5                    |
| (Wi-Fi 1)*                                                                                                 | 802.11b       | 1999     | 1–11                               | 2.4                  |
| (Wi-Fi 0)*                                                                                                 | 802.11        | 1997     | 1–2                                | 2.4                  |
| *Wi‑Fi 0, 1, 2, and 3 er navngivet med tilbagevirkende kraft. De findes ikke i den officielle nomenklatur. |               |          |                                    |                      |

Wi-Fi (eller WiFi, Wifi, wifi), er et sæt standarder for trådløse datanet (f.eks. WLAN) baseret på IEEE 802.11-specifikationerne.
Wi-Fi-certificerede produkter kan benytte det officielle Wi-Fi logo, der indikerer at produktet kan fungere sammen med andre produkter, der ligeledes er Wi-Fi certificerede. En Wi-Fi-certificering gives af Wi-Fi Alliance, der bl.a. står for tests af Wi-Fi produkter.

## Primært hardware-egenskaber

### Wi-Fi hovedstandarder
De mest kendte officielle wifi-standarder i IEEE 802.11-familien er:
- IEEE 802.11g (2,4 GHz ISM-bånd, Wi-Fi), op til 54 Mbit/s, effektivt max. 15-25 Mbit/s (802.11g udstyr kan som regel også fungere som 802.11b).
- IEEE 802.11b (2,4 GHz, Wi-Fi), op til 11 Mbit/s, effektivt max. 3-5 Mbit/s.
- IEEE 802.11a (5,5 GHz Hyperlan-bånd (UNII-bånd), Wi-Fi5), op til 54 Mbit/s, effektivt max. 15-25 Mbit/s.
- IEEE 802.11n med MIMO (Multiple Input Multiple Output antennas)
- IEEE 802.11ac wave 1 (kun 5GHz)[6]
- IEEE 802.11ac wave 2 (kun 5GHz) - har MU-MIMO; multi-user-MIMO understøttelse.[6][7][8]
- IEEE 802.11ax-2021 (Wi-Fi 6) - beregnet til alt mellem 1 GHz og 7,125 GHz hvis anvendelse er godkendt - i fx EU 2,4GHz (Wi-Fi 6), 5GHz (Wi-Fi 6) og 6GHz (Wi-Fi 6E).

### Proprietær standard
- Atheros SuperG (2,4 GHz), op til 108 Mbit/s, effektivt max. 30-50 Mbit/s (som regel kan SuperG-udstyr også fungere som IEEE 802.11g).

### Typisk ekstra hardware egenskaber
- WPA, WPA-PSK
- WPA2, IEEE 802.11i
- WEP
- IEEE 802.11e[9] QoS
- IEEE 802.11i (sikkerhed)
- Wi-Fi Direct-mulighed
- Basisstationsmulighed
  - Mere end en SSID
- Radioantenne-diversitet – har 2 antenner, hvoraf den bedste automatisk vælges ved modtagelse. Formålet er undgåelse af destruktiv interferens. Langt de fleste wlan-netkort og basisstationer har denne egenskab, dog ikke når kun én ekstern antenne anvendes.
- MIMO – intelligent benyttelse af mindst 3 antenner. Giver drastisk øget dækning/QoS. De mindst 3 antenner fases sammen og med hver deres sendeeffekt under sending. Formålet er at antennerne med sendere/modtagere tilsammen sørger for at signalet kun modtages fra/sendes i en kegleretning og dermed dæmper uønskede signaler i andre retninger. MIMO er en videreudvikling af radioantenne-diversity. MIMO er en del af IEEE 802.11n.
- TPC – aktiv sendeeffektskontrol (eng. Transmit Power Control) til én antenne. TPC anvendtes første gang med IEEE 802.11a. MIMO indbefatter TPC funktionen.
- WMM-SA, APSD – (eng. WMM-scheduled access, automatic power save delivery). Denne teknologi mindsker energiforbruget drastisk. IP-telefoner (inkl. Skype) og PDAer får f.eks. væsentlig længere batteribrugstid.
- PoE, PoE+ - Betyder Power over Ethernet eller Strøm over Ethernet, altså at ethernet kablet udover data transmission også bruges til at levere strøm til den enhed, som der er forbundet via kablet. Enheden der er forbundet til kablet skal dog understøtte PoE, før end den kan modtage strøm gennem ethernet kablet.

## Wi-Fi kanaler og frekvenser

### Tilladte Wi-Fi frekvenser i Danmark
| Navn            | Frekvens i MHz | Frekvens i MHz | Frekvens i MHz         | Frekvens i MHz         | Frekvens i MHz         | Frekvens i MHz         | Frekvens i MHz         | Maks sende- styrke i mW | Tilladt fra | Specielle lovkrav           |
| Navn            | Start          | Slut           | Antal kanaler          | Antal kanaler          | Antal kanaler          | Antal kanaler          | Antal kanaler          | Maks sende- styrke i mW | Tilladt fra | Specielle lovkrav           |
| --------------- | -------------- | -------------- | ---------------------- | ---------------------- | ---------------------- | ---------------------- | ---------------------- | ----------------------- | ----------- | --------------------------- |
| Wi-Fi 4,6,7,8   | 2.400          | 2.483          | 4x20                   | 2x40                   |                        |                        |                        | 100                     | 1999-09-07  |                             |
| Wi-Fi 4,5,6,7,8 | 5.150          | 5.250          | 4x20                   | 2x40                   | 1x80                   | 1x160                  |                        | 200                     | 1999-09-07  |                             |
| Wi-Fi 4,5,6,7,8 | 5.250          | 5.350          | 4x20                   | 2x40                   | 1x80                   | 1x160                  |                        | 200                     | 2000-03-30  | DFS                         |
| Wi-Fi 4,5,6,7,8 | 5.470          | 5.725          | 11x20                  | 5x40                   | 2x80                   | 1x160                  |                        | 1.000                   | 2002-12-10  | DFS, TPC for mere end 500mW |
| DSRC og BFWA    | 5.725          | 5.875          |                        |                        |                        |                        |                        |                         |             | Må ikke bruges til Wi-Fi.   |
| Wi-Fi 6E,7,8    | 5.945          | 6.425          | 24x20                  | 12x40                  | 6x80                   | 3x160                  | 1x320                  | 200                     | 2021-12-01  | Maks 25 mW udendørs         |
| WiGig           | 57.000         | 66.000         | 4 kanaler af 2.160 MHz | 4 kanaler af 2.160 MHz | 4 kanaler af 2.160 MHz | 4 kanaler af 2.160 MHz | 4 kanaler af 2.160 MHz | 10.000                  | 2009-11-27  | Må ikke bruges udendørs     |

### Kanalvalg for 2,4 GHz
I 2,4 GHz frekvensområdet er det muligt at vælge kanaler der delvis overlapper. Dette bør undgås, da det giver meget ringere performance end hvis man blot valgte den samme kanal.
I hele verden, undtagen Nordamerika og dele af Mellemamerika, kan man bruge kanal 1-13, hvilket betyder at man kan have 4 ikke overlappende kanaler, hvis man stopper med at understøtte 802.11b. Dog skal man være opmærksom på at en del udstyr ikke fungere på kanal 13. Man skal derfor kun bruge kanal 13 til ekstra kapacitet, og sikre at der er et andet accesspoint der kan nå de klienter der ikke understøtter kanal 13.

### Kanalvalg for 5 GHz
I 5 GHz frekvensområdet overlapper kanaler kun når en bredere kanal indeholder den mindre kanal. Private kan fint bruge 160 og 80 MHz kanaler, mens installationer med mange brugere og accesspoints anbefales at bruge 40 MHz kanaler.
Kanalerne fra 52 og opefter kræver DFS. Hvilket betyder at access-pointet skal vente i et minut før det må benyttet kanalen. Hvis access-pointet under drift eller opstart opdager at kanalen bliver brugt af en radar, må det ikke bruge kanalen i 10 minutter. Specielt for kanal 120, 124 og 128, som bliver brugt til vejr-radar, skal access-pointet vente i 10 minutter under opstart, og skal være ekstra følsomt. I praktisk betyder det at disse kanaler ikke kan bruges i Danmark, da access-pointet leverandørerne har valg at ikke at understøtte kanalerne.

### Kanalvalg for 6 GHz
I 6 GHz frekvensområdet overlapper kanaler kun når en bredere kanal indeholder den mindre kanal. Private kan fint bruge 320 og 160 MHz kanaler, mens installationer med mange brugere og accesspoints anbefales at bruge 80 eller 40 MHz kanaler.

## Primært software-egenskaber
Af primært software egenskaber er der:
- Wireless Distribution System (WDS) (og Spanning-tree)
- Selvkonfigurerende radionet
- 802.1x
- DFS (Dynamic Frequency Selection) – del af 802.11a
- DCA (Dynamic Channel Allocation)
- Snmp
- Logning
- DHCP